# Corte (Venezia)

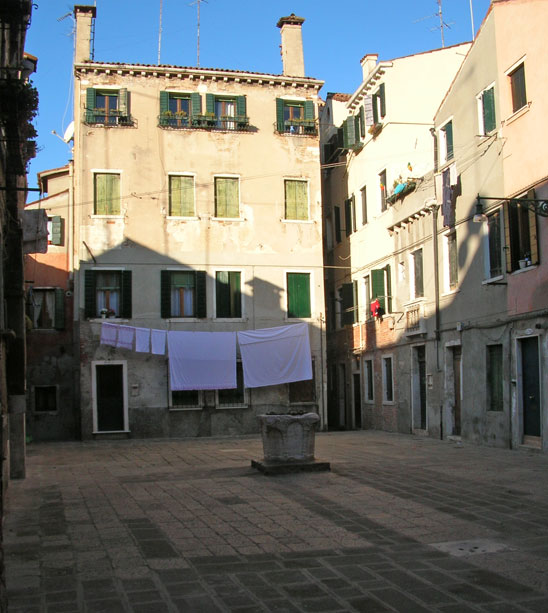
Una tipica corte veneziana

La corte (plur. corti) è un elemento tipico dell'urbanistica veneziana.

## Urbanistica locale
Si tratta di una piazzetta quasi sempre senza sbocco, interna a un complesso abitativo e distaccata dalla viabilità principale. Vi si accede normalmente tramite un sotopòrtego o una calletta. Come il campiello, anche la corte è sempre stata tradizionalmente, fino a tempi molto recenti, il centro di una microscopica vita sociale. 
Nelle zone più popolari, come il sestiere di Castello, non era infrequente che le donne di casa, durante la bella stagione, si sedessero in corte, a lato della propria porta di casa, per svolgervi tutta una serie di attività casalinghe, tipo la pulizia della verdura o del pesce, il cucito e il ricamo o la produzione di collane di perline (attività chiamata in dialetto impirapérle), conversando e scambiandosi pettegolezzi e commenti nel frattempo.